# Ferlinz
Ferlinz je priimek več oseb:
- Anton Ferlinz, slovenski knjigarnar
- Ivan Jurij Ferlinz, mariborski župan